# Christoph Waltz
Christoph Waltz (API: /valts/; n. 4 octombrie 1956, Viena, Austria) este un actor austriac-german, cel mai bine cunoscut pentru rolul en Standartenführerului Hans Landa din filmul Inglourious Basterds, pentru care a câștigat Cel mai Bun Actor la Festivalul de Film de la Cannes, BAFTA, Globul de Aur, Screen Actors Guild și Premiul Academiei Americane de Artă Cinematografică pentru cel mai bun actor în rol secundar în 2009. Acest ultim premiu l-a primit din nou patru ani mai târziu și pentru rolul dr. King Schultz din filmul Django Unchained.

## Carieră
Christoph Waltz a studiat actoria la Seminarul Max Reinhardt din Viena și la Institutul de Teatru și Film Lee Strasberg din New York. A început ca actor de teatru, jucând la Schauspielhaus Zürich, la Burgtheater în Viena și la Salzburg Festival, după care a jucat în producții de televiziune. 
În 2000, a regizat primul său film TV, Wenn man sich traut. În filmul lui Quentin Tarantino din 2009, Inglourious Basterds, Waltz a jucat rolul standartenführerului Hans Landa „vânătorul de evrei”. Pentru acest rol, a primit premiul pentru cel mai bun actor la Festivalul de Film de la Cannes 2009 și a fost lăudat de critici și de public. În 2009, a obținut numeroase distincții pentru acest rol, cum ar fi Premiul Cercului Criticilor de Film din New York pentru cel mai bun actor în rol secundar, Premiul Societății Criticilor de Film din Boston, Premiul Asociației Criticilor de Film din Los Angeles, Globul de Aur pentru cel mai bun actor în rol secundar și Premiul Sindicatului Actorilor de Film. În cele din urmă, a primit și Premiul Academiei Americane de Film pentru cel mai bun actor în rol secundar la cea de-a 82-a ediție a acestor premii.

## Privat
Christoph Waltz a declarat într-un interviu din 2021 că susține măsurile Corona și că este deranjat de vedetele care se plâng de măsurile de protecție.

## Filmografie

### Film
| An   | Titlu                                               | Rol                         | Note |
| ---- | --------------------------------------------------- | --------------------------- | --- |
| 1979 | Sergent Steiner - Crucea de Fier, partea a 2a       |                             | |
| 1981 | Kopfstand                                           | Markus                      | |
| 1982 | Fire and Sword                                      | Tristan                     | |
| 1982 | The Mysterious Stranger                             | Ernst Wasserman             | |
| 1986 | Wahnfried                                           | Friedrich Nietzsche         | |
| 1987 | Tatort – Wunschlos tot                              | Inspector Passini           | |
| 1988 | The Alien Years                                     | Stefan Mueller              | |
| 1991 | Życie za życie                                      | Jan                         | Menționat ca Chistopher Waltz |
| 1993 | König der letzten Tage                              | John of Leiden              | |
| 1995 | Catherine the Great                                 | Mirovich                    | |
| 1996 | Du bist nicht allein – Die Roy Black Story          | Roy Black                   | |
| 1996 | Inspector Rex                                       | Herr Wolf                   | |
| 1998 | The Final Game                                      | Kant                        | |
| 1998 | Love Scenes from Planet Earth                       | Charly                      | |
| 2000 | Death, Deceit and Destiny Aboard the Orient Express | Brian                       | |
| 2000 | Ordinary Decent Criminal                            | Peter                       | |
| 2000 | Falling Rocks                                       | Louis                       | |
| 2001 | Der Tanz mit dem Teufel                             | Dieter Cilov                | |
| 2002 | Dienstreise – Was für eine Nacht                    | Klaus-Dieter Lehmann        | |
| 2003 | Jagd auf den Flammenmann                            | Brisky                      | |
| 2003 | Herr Lehmann                                        | Doctor                      | |
| 2007 | Die Zürcher Verlobung – Drehbuch zur Liebe          | Frank "Büffel" Arbogast     | |
| 2007 | Die Verzauberung                                    | Dr. Helmut Bahr             | |
| 2008 | Das Geheimnis im Wald                               | Hans Kortmann               | |
| 2008 | Todsünde                                            | Sebastian Flies             | |
| 2008 | Das jüngste Gericht                                 | Peters                      | |
| 2009 | Inglourious Basterds                                | Standartenführer Hans Landa | Academy Award for Best Supporting Actor BAFTA Award for Best Actor in a Supporting Role Broadcast Film Critics Association Award for Best Supporting Actor Cannes Film Festival Award for Best Actor Empire Award for Best Actor Golden Globe Award for Best Supporting Actor - Motion Picture Satellite Award for Best Supporting Actor - Motion Picture Screen Actors Guild Award for Outstanding Performance by a Cast in a Motion Picture Screen Actors Guild Award for Outstanding Performance by a Male Actor in a Supporting Role Nominalizare – MTV Movie Award for Best Villain Nominalizare – Saturn Award for Best Supporting Actor |
| 2011 | The Green Hornet                                    | Benjamin Chudnofsky         | Nominalizare – MTV Movie Award for Best Villain |
| 2011 | Water for Elephants                                 | August Rosenbluth           | |
| 2011 | The Three Musketeers                                | Cardinal Richelieu          | |
| 2011 | Carnage                                             | Alan Cowan                  | Nominalizare – Satellite Award for Best Supporting Actor - Motion Picture |
| 2012 | Django Unchained                                    | Dr. King Schultz            | Academy Award for Best Supporting Actor BAFTA Award for Best Actor in a Supporting Role Golden Globe Award for Best Supporting Actor - Motion Picture Nominalizare – Empire Award for Best Actor Nominalizare - Saturn Award for Best Supporting Actor |
| 2013 | Epic                                                | Mandrake                    | Voce |
| 2013 | The Zero Theorem                                    | Qohen Leth                  | |
| 2014 | Muppets Most Wanted                                 | el însuși                   | |
| 2014 | Big Eyes                                            | Walter Keane                | |
| 2014 | Horrible Bosses 2                                   |                             | |
| 2015 | Tulip Fever                                         | Cornelis Sandvoort          | |
| 2016 | Tarzan                                              | Captain Rom                 | Filming |

### Televiziune
| An   | Titlu               | Rol                       | Note                                         |
| ---- | ------------------- | ------------------------- | -------------------------------------------- |
| 1979 | Parole Chicago      | Eduard "Ede" Bredo        | 13 episoade                                  |
| 1990 | The Gravy Train     | Dr. Hans-Joachim Dorfmann | 4 episoade                                   |
| 2013 | Saturday Night Live | Gazdă                     | Episodul: "Christoph Waltz / Alabama Shakes" |